# Kisfalud (ort)
Kisfalud är en ort i Ungern.   Den ligger i provinsen Győr-Moson-Sopron, i den västra delen av landet, 150 km väster om huvudstaden Budapest. Kisfalud ligger 129 meter över havet och antalet invånare är 776.
Terrängen runt Kisfalud är mycket platt. Runt Kisfalud är det ganska glesbefolkat, med 22 invånare per kvadratkilometer. Närmaste större samhälle är Csorna, 15,1 km nordost om Kisfalud. Trakten runt Kisfalud består till största delen av jordbruksmark.